# マンフレート・ホーネック
マンフレート・ホーネック（Manfred Honeck, 1958年9月17日 - ）は、オーストリアの指揮者。

## 人物・来歴
1958年生まれ。ウィーン国立音楽大学でヴァイオリンを学ぶ。
1983年からウィーン国立歌劇場管弦楽団ならびにウィーン・フィルハーモニー管弦楽団のヴィオラ奏者を務める。その後、指揮者に転向し、1987年クラウディオ・アバドの元でグスタフ・マーラー・ユーゲント管弦楽団の準指揮者となる。以降、ヨーロッパとアメリカのオーケストラ・ポストに就く。1996年から1999年までMDR交響楽団の共同シェフ 、2000年から2006年まではエフゲニー・スヴェトラーノフのあとにスウェーデン放送交響楽団のシェフを務めた（後任はダニエル・ハーディング）。2007年から2011年までシュトゥットガルト州立歌劇場の音楽総監督。
2008年からピッツバーグ交響楽団音楽監督の地位にあり、同楽団とのマーラー交響曲集の録音は高い評価を得ている。

### 家族・親族
- 弟：ライナー・ホーネック - ウィーン・フィルハーモニー管弦楽団コンサートマスター[5]